# Liudolfingen

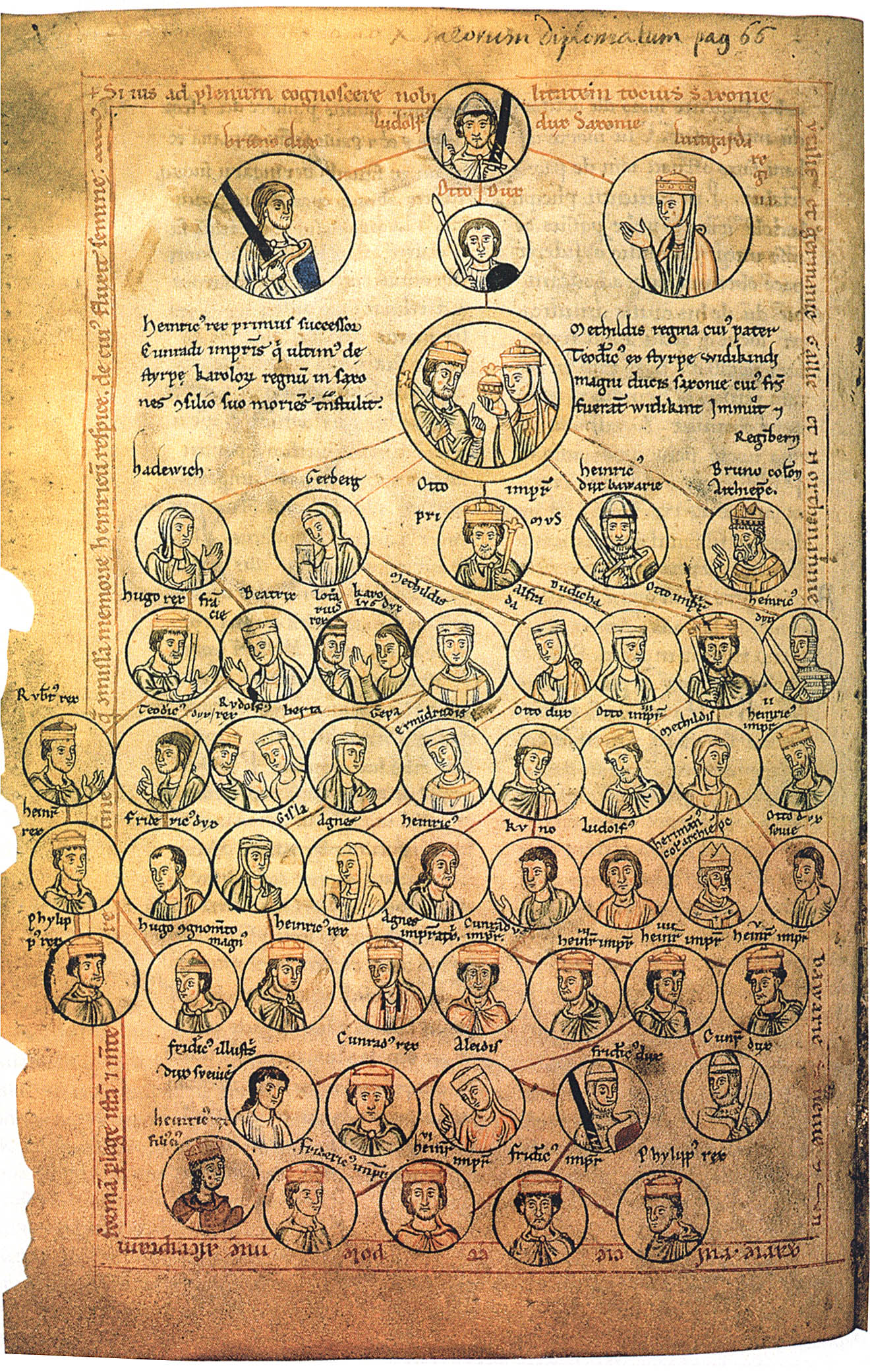
Een stamboom van de Liodolfingen.

De Liodolfingen (Liudolfingers), meestal Ottonen genoemd, waren een Saksisch hertogelijk geslacht en een Duitse koningsdynastie, die het Duitse Rijk meer dan een eeuw regeerde (919-1024). De stamvader van het adellijk geslacht was graaf Liudolf (†866). Vanwege hun afkomst spreekt men ook wel van het Saksische huis. 

## Achtergrond
De benaming Ottonen verwijst naar de keizers Otto I, Otto II en Otto III. Zij legden de basis van een machtig Duits keizerrijk, waarvoor de aanzet werd gegeven met koning Koenraad I. Die wees Hendrik de Vogelaar, de hertog van Saksen, als zijn opvolger aan.
Hendrik de Vogelaar was de zoon van hertog Otto I van Saksen en kleinzoon van Liudolf. In 919 werd hij tot Duits koning verkozen. Een van zijn belangrijkste opdrachten was de verdediging van het rijk tegen de herhaaldelijk binnenvallende Magyaren. Hij versloeg hen in 933 en onderwierp in hetzelfde jaar ook de Elbeslaven en de Bohemen, waardoor het rijk intern gestabiliseerd werd. Een van zijn betrachtingen was de rijkseenheid. In 929 overtuigde hij daartoe de rijksgroten om zijn tweede zoon Otto tot troonopvolger te verkiezen. De andere zonen volgden op in het hertogdom Saksen. 
Met Otto I werd in 936 een der belangrijkste persoonlijkheden uit de dynastie tot koning van Duitsland gekozen. In 955 wist Otto de Magyaren in de slag op het Lechveld een vernietigende nederlaag toe te brengen. Daarmee maakte hij definitief een einde aan de bedreigingen aan zijn zuidoostelijke grens. In 962 werd Otto I door paus Johannes XII tot keizer gekroond. Met zijn regeerperiode begint ook de zogenaamde Ottoonse renaissance. 
Zijn zoon Otto II huwde met de Byzantijnse prinses Theophanu, waarbij de schitterende huwelijksoorkonde van keizerin Theophanu werd uitgevaardigd.
In 973 werd Otto II tot Duits koning en keizer gekroond. Toen Otto II in 983 stierf, was zijn zoon Otto III nog minderjarig, waarna de keizerin regentes werd. Otto III stierf echter jong en liet geen erfgenamen na. Het koningschap ging over op zijn neef Hendrik II, zodat er toch nog een Liudolfinger Duits koning en keizer werd. 

## Regeringsmacht in Duitsland en het Heilige Roomse Rijk

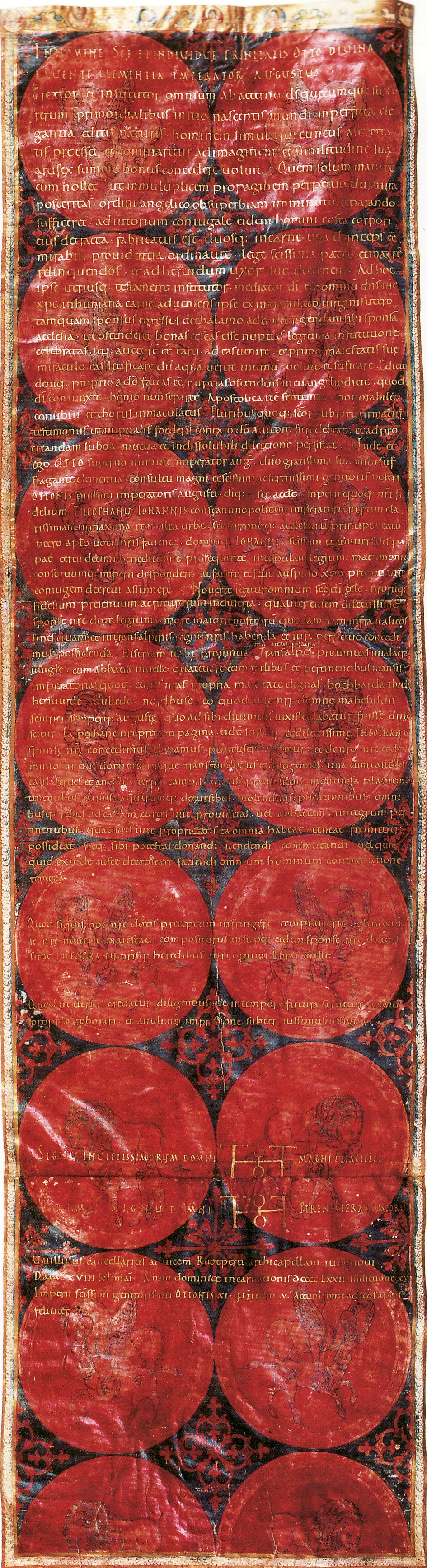
Huwelijksoorkonde van keizerin Theophanu (972)

Hoewel Hendrik de Vogelaar, hertog van Saksen, nooit keizer werd, is het verdedigbaar om hem als grondlegger van de Ottoonse keizerlijke dynastie te zien. Zijn verkiezing tot Duitse koning maakte het voor zijn zoon, Otto de Grote mogelijk de keizerskroon op zich te nemen. Naar het voorbeeld van Otto I werd het merendeel van de Duitse koningen ook tot keizer van de Heilige Roomse Rijk gekroond. Onder het bewind van de Ottoonse vorsten ging het koninkrijk van de Oostelijke Franken geleidelijk aan over in Duitsland; een keerpunt vormde de vereniging van de zes hertogdommen van Lotharingen, Saksen, Franken, Zwaben, Thüringen en Beieren tot een rijk. Ook de vereniging van Duitsland met het Heilige Roomse Rijk, een gebeurtenis die tot 1806 van grote invloed zou zijn op de Duitse geschiedenis, kreeg in 962 haar beslag met de kroning van keizer Otto I de Grote in Rome. De gedroomde restauratie van het Romeinse Rijk mislukte echter reeds vijftig jaar later, met de dood van Otto III in 1002.
Hendrik II stierf in 1024 zonder mannelijke erfgenamen, waardoor de Ottoonse dynastie uitstierf en de kroon nu overging op de Salische dynastie. Liutgarde, een dochter van keizer Otto I, was getrouwd met de Salische hertog Koenraad de Rode van Lotharingen. Zijn achterkleinzoon was keizer Koenraad II. 
Ottoonse koningen en keizers:
- Hendrik de Vogelaar, koning van de Duitsers en hertog van Saksen, overleden 936
- Otto I de Grote, keizer van Heilige Roomse Rijk en hertog van Saksen, overleden 973
- Keizer Otto II, overleden 983
- Keizer Otto III, overleden 1002
- Keizer Hendrik II de Heilige, overleden 1024

Enkele andere bekende leden van de Liudolfingische of Ottoonse dynastie: 
- Liudolf, graaf van Saksen, overleden 864/866
- De heilige Altfrid (bisschop van Hildesheim), overleden 874
- Brun van Saksen, overleden 880
- Otto I van Saksen, hertog van Saksen, overleden 912
- Gerberga van Saksen, overleden 954
- Hendrik I van Beieren, overleden 955
- Liudolf van Zwaben, overleden 957
- Hedwig van Saksen, overleden 965
- Adelheid (heilige), vrouw van keizer Otto I , overleden 999
- Bruno I, aartsbisschop van Keulen en hertog van Lotharingen, overleden 965
- Willem (aartsbisschop van Mainz), overleden 968
- Mathilde van Quedlinburg, overleden 999
- Theophanu, vrouw van Keizer Otto II, overleden 991
- Adelheid I (abdis van Quedlinburg), overleden 1044
- Otto van Zwaben en Beieren, overleden 982
- Mathilde II van Essen, overleden 1011
- Hendrik II van Beieren (hertog), de twistzieke, overleden 995
- Bruno van Augsburg overleden 1029
- Sophia van Gandersheim, dochter van Otto II en abdis van zowel de Abdij van Gandersheim als het Sticht Essen, overleden 1039